# Kameroen op de Olympische Zomerspelen 1984
Kameroen nam deel aan de Olympische Zomerspelen 1984 in Los Angeles, Verenigde Staten. Voor de tweede keer in de olympische geschiedenis won het Afrikaanse land een medaille: een bronzen door toedoen van bokser Martin Ndongo Ebanga.

## Medailleoverzicht
| Sport  | Olympiër             | Discipline | Medaille |
| ------ | -------------------- | ---------- | -------- |
| Boksen | Martin Ndongo Ebanga | -60kg (m)  | Brons    |

## Deelnemers en resultaten

### Atletiek
| Olympiër                                                                 | Discipline             | Resultaat | Prestatie                                                                       |
| ------------------------------------------------------------------------ | ---------------------- | --------- | ------------------------------------------------------------------------------- |
| Barnabé Messomo                                                          | 100m (m)               | 65e       | serie 2: 6de in 10,98                                                           |
| Emmanuel Bitanga                                                         | 200m (m)               | DNF       | serie 1: niet gefinisht                                                         |
| Mama Moluh                                                               | 400m (m)               | 65e       | serie 10: 7de in 48,90                                                          |
| Jean-Pierre Abossolo-Ze                                                  | 400m horden (m)        | 39e       | serie 4: 7de in 52,85                                                           |
| Ernest Tche Noubossie Jean-Pierre Abossolo-Ze Barnabe Messomo Mama Moluh | 4x400m (m)             | 22e       | serie 2: 7de in 3.16,00                                                         |
| Jean-Pierre Abossolo-Ze                                                  | verspringen (m)        | 29e       | kwalificatie: 29ste met 6,76m                                                   |
| Jean-Pierre Abossolo-Ze                                                  | hink-stap-springen (m) | 27e       | kwalificatie: 27ste met 14,39m                                                  |
|                                                                          |                        |           |                                                                                 |
| Ruth Enang Mesode                                                        | 100m (v)               | 26e       | serie 1: 5de in 11,81 kwartfinale 3: 7de in 12,02                               |
| Cécile Ngambi                                                            | 100m (v)               | 16e       | serie 4: 5de in 11,67 kwartfinale 2: 4de in 11,82 halve finale 1: 8ste in 11,91 |
| Ruth Enang Mesode                                                        | 200m (v)               | 23e       | serie 2: 4de in 24,39 kwartfinale 4: 6de in 24,25                               |
| Cécile Ngambi                                                            | 100m horden (v)        | 15e       | serie 1: 4de in 13,54 halve finale 1: 7de in 13,70                              |
| Agathe Ngo Nack                                                          | discuswerpen (v)       | 16e       | kwalificatie groep B: 7de met 38,32m                                            |
| Agnès Tchuinté                                                           | speerwerpen (v)        | 17e       | kwalificatie groep A: 9de met 55,94m                                            |

### Boksen
| Olympiër                  | Discipline  | Resultaat | Prestatie |
| ------------------------- | ----------- | --------- | --- |
| Martin Ndongo Ebanga      | -60kg (m)   | Brons     | 1ste ronde: vrij 2de ronde: W van SWE Odhiambo: scheidsrechterlijke beslissing 3de ronde: W van GUY Carew: knock-out kwartfinale: W van TUR Sumer: 4-1 halve finale: V van PUR Ortiz: 2-3 |
| Jean-Pierre Mbereke-Baban | -63,5kg (m) | 5e        | 1ste ronde: vrij 2de ronde: W van SEY Zialor: 5-0 3de ronde: W van ALG Hadjala: 4-1 kwartfinale: V van YUG Puzović: 0-5                                                                   |
| Georges-Claude Ngangue    | -67kg (m)   | 17e       | 1ste ronde: vrij 2de ronde: V van FIN Nyman: 0-5 |
| Pierre Claver Mella       | -71kg (m)   | 17e       | 1ste ronde: vrij 2de ronde: V van SEY Lambrosse: 1-4 |
| Paul Kamela               | -75kg (m)   | 17e       | 1ste ronde: vrij 2de ronde: V van SEY Lambrosse: 1-4 |
| Jean-Paul Nanga-Ntsah     | -81kg (m)   | 5e        | 1ste ronde: W van BAH Pinder: 5-0 2de ronde: W van SWE Corpi: 4-1 kwartfinale: V van NZL Barry: 1-4                                                                                       |

### Judo
| Olympiër            | Discipline | Resultaat | Prestatie |
| ------------------- | ---------- | --------- | --- |
| Christian Nkamgang  | -60kg (m)  | 18e       | 1ste ronde: V van SUR Madhar                                                                                     |
| Jesskiel Bikidick   | -65kg (m)  | 20e       | 1ste ronde: vrij 2de ronde: V van CAN Farrow                                                                     |
| Jules-Albert Ndemba | -78kg (m)  | 14e       | 1ste ronde: vrij 2de ronde: W van MAR Maach: ippon 3de ronde: V van PUR Bonnet: ippon                            |
| Clément Nzali       | -86kg (m)  | 18e       | 1ste ronde: V van FRA Canu: yuko                                                                                 |
| Essambo Ewane       | -95kg (m)  | 13e       | 1ste ronde: vrij 2de ronde: V van GBR Kokotaylo: waza-ari                                                        |
| Isidore Silas       | +95kg (m)  | 7e        | 1ste ronde: W van PER Ferreyros: ippon kwartfinale: V van JPN Saito: ippon herkansingen: V van CAN Berger: ippon |

### Voetbal
| Olympiër | Discipline | Resultaat | Prestatie                                                             |
| --- | ---------- | --------- | --------------------------------------------------------------------- |
| Théophile Abega Mbida Ibrahim Aoudou Paul Bahoken Joseph-Antoine Bell Michel Bilamo Dagobert Dang Ernest Ebongué Eugène Ekéké Emmanuel Kundé Louis-Paul M'Fédé Luc Mbassi Effengue Roger Milla François N'Doumbé Lea Isaac Sinkot Charles Toubé | mannen     | 11e       | groep B: 3de V van Joegoslavië: 1-2 W van Irak: 1-0 V van Canada: 1-3 |

| Groep B |             |             |             |             |             |            |            |            |        |
| #       | Land        | Wedstrijden | Wedstrijden | Wedstrijden | Wedstrijden | Doelpunten | Doelpunten | Doelpunten | Punten |
| #       | Land        | G           | W           | G           | V           | V          | T          | Saldo      | Punten |
| 1       | Joegoslavië | 3           | 3           | 0           | 0           | 7          | 3          | +4         | 6      |
| 2       | Canada      | 3           | 1           | 1           | 1           | 4          | 3          | +1         | 3      |
| 3       | Kameroen    | 3           | 1           | 0           | 2           | 3          | 5          | -2         | 2      |
| 4       | Irak        | 3           | 0           | 1           | 2           | 3          | 6          | -3         | 1      |

| Ronde      | Datum     | Plaats      | Land | Score    | Land |
| ---------- | --------- | ----------- | ---- | -------- | ---- |
| Groepsfase |           |             |      |          |      |
| 30 juli    | Boston    | Joegoslavië | 2-1  | Kameroen |      |
| 1 augustus | Annapolis | Kameroen    | 1-0  | Irak     |      |
| 3 augustus | Annapolis | Kameroen    | 1-3  | Canada   |      |

### Wielersport
| Olympiër                                             | Discipline         | Resultaat | Prestatie      |
| ---------------------------------------------------- | ------------------ | --------- | -------------- |
| Alain Ayissi                                         | wegwedstrijd (m)   | DNF       | niet gefinisht |
| Joseph Kono                                          | wegwedstrijd (m)   | DNF       | niet gefinisht |
| Dieudonné Ntep                                       | wegwedstrijd (m)   | DNF       | niet gefinisht |
| Thomas Siani                                         | wegwedstrijd (m)   | DNF       | niet gefinisht |
| Alain Ayissi Lucas Feutsa Joseph Kono Dieudonné Ntep | ploegentijdrit (m) | 23e       | 2:25.26        |

### Worstelen
| Olympiër          | Discipline  | Resultaat   | Prestatie                                                                                               |
| Vrije stijl       | Vrije stijl | Vrije stijl | Vrije stijl                                                                                             |
| ----------------- | ----------- | ----------- | --- |
| Simon N'Kondag    | -57kg (m)   | 15e         | groep A: 8ste V van IND Singh: 0-4 V van PUR Cáceres: 0-4                                               |
| Pascal Segning    | -62kg (m)   | 13e         | groep A: 7de V van PUR Flores: 0-4 V van CAN Robinson: 0-4                                              |
| Victor Kede Manga | -68kg (m)   | 15e         | groep B: 8ste V van FRG Knosp: 0-4 V van JPN Kamimura: 0-4                                              |
| Houkreo Bambe     | -74kg (m)   | 9e          | groep B: 5de W van SYR Zayar: 3-0 V van ARG Strático: 3,5-0 V van FRG Knosp: 0-4 V van JPN Higuchi: 0-4 |
| Barthelémy N'To   | -82kg (m)   | 15e         | groep A: 8ste V van GRE Deskoulidis: 0-4 V van JPN Nagashima: 0-4                                       |

Algerije · Amerikaanse Maagdeneilanden · Andorra · Antigua en Barbuda · Argentinië · Australië · Bahama’s · Bahrein · Bangladesh · Barbados · België · Belize · Benin · Bermuda · Bhutan · Birma · Bolivia · Bondsrepubliek Duitsland · Botswana · Brazilië · Britse Maagdeneilanden · Canada · Centraal-Afrikaanse Republiek · Chili · China · Chinees Taipei · Colombia · Congo-Brazzaville · Costa Rica · Cyprus · Denemarken · Djibouti · Dominicaanse Republiek · Ecuador · Egypte · El Salvador · Equatoriaal-Guinea · Fiji · Filipijnen · Finland · Frankrijk · Gabon · Gambia · Ghana · Grenada · Griekenland · Groot-Brittannië · Guatemala · Guinee · Guyana · Haïti · Honduras · Hongkong · Ierland · IJsland · India · Indonesië · Irak · Israël · Italië · Ivoorkust · Jamaica · Japan · Joegoslavië · Jordanië · Kaaimaneilanden · Kameroen · Kenia · Koeweit · Lesotho · Libanon · Liberia · Liechtenstein · Luxemburg · Madagaskar · Malawi · Maleisië · Mali · Malta · Marokko · Mauritanië · Mauritius · Mexico · Monaco · Mozambique · Nederland · Nederlandse Antillen · Nepal · Nicaragua · Nieuw-Zeeland · Niger · Nigeria · Noord-Jemen · Noorwegen · Oeganda · Oman · Oostenrijk · Pakistan · Panama · Papoea-Nieuw-Guinea · Paraguay · Peru · Portugal · Puerto Rico · Qatar · Roemenië · Rwanda · Salomonseilanden · Samoa · San Marino · Saoedi-Arabië · Senegal · Seychellen · Sierra Leone · Singapore · Soedan · Somalië · Spanje · Sri Lanka · Suriname · Swaziland · Syrië · Tanzania · Thailand · Togo · Tonga · Trinidad en Tobago · Tsjaad · Tunesië · Turkije · Uruguay · Venezuela · Verenigde Arabische Emiraten · Verenigde Staten · Zaïre · Zambia · Zimbabwe · Zuid-Korea · Zweden · Zwitserland